# 武城县
武城县是中国山东省德州市所辖的一个县。位于山东省西北边陲，鲁西北平原，京杭大运河东岸。建置于春秋时期，西晋太康年间称谓武城，沿用至今。縣人民政府駐廣運街道。

## 行政区划
武城县辖1个街道、7个镇：
广运街道、武城镇、老城镇、鲁权屯镇、郝王庄镇、甲马营镇、四女寺镇和李家户镇。

## 人口
根據第七次全国人口普查數據，截至2020年11月1日零時，武城縣常住人口353721人。

## 交通
- 240国道、 340国道过境。

## 名人
- 王道，明朝心學家，政治人物。官至吏部侍郎。